# Alfred (Maine)
Alfred – miasto w Stanach Zjednoczonych, w stanie Maine, w hrabstwie York.